# Anthrenus malkini
Anthrenus malkini es una especie de escarabajo de piel del género Anthrenus, categorizada en la tribu Anthrenini, de la subfamilia Megatominae. Mide aproximadamente 1,9-2,2 mm de longitud.

## Distribución
Se distribuye por Asia: Omán, Arabia Saudita, Emiratos Árabes Unidos y Yemen.

## Taxonomía
Fue descrita por Mroczkowski en 1980.